# Liste des règnes français par durée
Cette page comprend la liste des souverains ayant régné sur la France classés par durée de règne, du plus long au plus court.

## Dix règnes les plus longs
| N° | Nom                 | Règne              | Règne              | Durée        | Durée             |
| N° | Nom                 | De                 | À                  | Jours        | Années et jours   |
| -- | ------------------- | ------------------ | ------------------ | ------------ | ----------------- |
| 1  | Louis XIV           | 14 mai 1643        | 1er septembre 1715 | 26 407 jours | 72 ans, 110 jours |
| 2  | Louis XV            | 1er septembre 1715 | 10 mai 1774        | 21 436 jours | 58 ans, 251 jours |
| 3  | Clotaire Ier        | 511                | 561                | 18 479 jours | 50 ans            |
| 4  | Philippe Ier        | 4 août 1060        | 29 juillet 1108    | 17 525 jours | 47 ans, 360 jours |
| 5  | Childebert Ier      | 511                | 23 décembre 558    | 17 523 jours | 47 ans            |
| 6  | Charlemagne         | 9 octobre 768      | 28 janvier 814     | 16 547 jours | 45 ans, 111 jours |
| 7  | Clotaire II         | 584                | 18 octobre 629     | 16 726 jours | 45 ans            |
| 8  | Louis IX            | 8 novembre 1226    | 25 août 1270       | 15 996 jours | 43 ans, 290 jours |
| 9  | Louis VII le Jeune  | 1er août 1137      | 18 septembre 1180  | 15 754 jours | 43 ans, 48 jours  |
| 10 | Philippe II Auguste | 18 septembre 1180  | 14 juillet 1223    | 15 639 jours | 42 ans, 299 jours |

## Liste par durée de règne

### Plus de 60 ans
| Rang | Portrait | Nom                                             | Dynastie                    | Début de règne | Fin de règne       | Durée                      |
| ---- | -------- | ----------------------------------------------- | --------------------------- | -------------- | ------------------ | -------------------------- |
| 1    |          | Louis XIV « Louis le Grand », « Le Roi-Soleil » | Capétiens Maison de Bourbon | 14 mai 1643    | 1er septembre 1715 | 72 ans, 3 mois et 18 jours |

### De 50 à 60 ans
| Rang | Portrait | Nom                                | Dynastie                    | Début de règne     | Fin de règne    | Durée                     |
| ---- | -------- | ---------------------------------- | --------------------------- | ------------------ | --------------- | ------------------------- |
| 2    |          | Louis XV « Le Bien-Aimé »          | Capétiens Maison de Bourbon | 1er septembre 1715 | 10 mai 1774     | 58 ans, 8 mois et 9 jours |
| 3    |          | Clotaire Ier « Clotaire le Vieux » | Mérovingiens                | 27 novembre 511    | 29 novembre 561 | 50 ans et 2 jours         |

### De 40 à 50 ans
| Rang | Portrait | Nom                                               | Dynastie                    | Début de règne    | Fin de règne      | Durée                       |
| ---- | -------- | ------------------------------------------------- | --------------------------- | ----------------- | ----------------- | --------------------------- |
| 4    |          | Philippe Ier                                      | Capétiens Capétiens directs | 4 août 1060       | 29 juillet 1108   | 47 ans, 11 mois et 25 jours |
| 5    |          | Childebert Ier                                    | Mérovingiens                | 27 novembre 511   | 23 décembre 558   | 47 ans et 26 jours          |
| 6    |          | Charles Ier « Charlemagne », « Charles le Grand » | Carolingiens                | 9 octobre 768     | 28 janvier 814    | 45 ans, 3 mois et 19 jours  |
| 7    |          | Clotaire II « Clotaire le Jeune »                 | Mérovingiens                | septembre 584     | 18 octobre 629    | Environ 45 ans et 1 mois    |
| 8    |          | Louis IX « Saint-Louis », « Louis le Prudhomme »  | Capétiens Capétiens directs | 8 novembre 1226   | 25 août 1270      | 43 ans, 9 mois et 17 jours  |
| 9    |          | Louis VII « Louis le Jeune », « Louis le Pieux »  | Capétiens Capétiens directs | 1er août 1137     | 18 septembre 1180 | 43 ans, 1 mois et 17 jours  |
| 10   |          | Philippe II « Philippe Auguste »                  | Capétiens Capétiens directs | 18 septembre 1180 | 14 juillet 1223   | 42 ans, 9 mois et 26 jours  |
| 11   |          | Charles VI « Le Bien-Aimé », « Charles le Fou »   | Capétiens Maison de Valois  | 16 septembre 1380 | 21 octobre 1422   | 42 ans, 1 mois et 5 jours   |

### De 30 à 40 ans
| Rang | Portrait | Nom                                                                                      | Dynastie                    | Début de règne   | Fin de règne    | Durée                       |
| ---- | -------- | ---------------------------------------------------------------------------------------- | --------------------------- | ---------------- | --------------- | --------------------------- |
| 12   |          | Charles VII « Charles le Victorieux », « Le Bien Servi »                                 | Capétiens Maison de Valois  | 21 octobre 1422  | 22 juillet 1461 | 38 ans, 9 mois et 1 jour    |
| 13   |          | Robert II « Robert le Pieux »                                                            | Capétiens Capétiens directs | 24 octobre 996   | 20 juillet 1031 | 34 ans, 10 mois et 26 jours |
| 14   |          | Charles II « Charles le Chauve »                                                         | Carolingiens                | 11 août 843      | 6 octobre 877   | 33 ans, 11 mois et 26 jours |
| 15   |          | Louis XIII « Louis le Juste »                                                            | Capétiens Maison de Bourbon | 14 mai 1610      | 14 mai 1643     | 33 ans                      |
| 16   |          | François Ier « Le Père des Lettres », « Restaurateur des Lettres », « Le Roi-Chevalier » | Capétiens Maison de Valois  | 1er janvier 1515 | 31 mars 1547    | 32 ans, 2 mois et 30 jours  |
| 17   |          | Lothaire                                                                                 | Carolingiens                | 10 septembre 954 | 2 mars 986      | 31 ans, 5 mois et 20 jours  |
| 18   |          | Gontran « Saint-Gontran »                                                                | Mérovingiens                | 29 novembre 561  | 28 mars 592     | 30 ans, 3 mois et 28 jours  |
| 19   |          | Clovis Ier                                                                               | Mérovingiens                | 481              | 27 novembre 511 | Environ 30 ans              |

### De 20 à 30 ans
| Rang | Portrait | Nom                                                     | Dynastie                    | Début de règne   | Fin de règne     | Durée                      |
| ---- | -------- | ------------------------------------------------------- | --------------------------- | ---------------- | ---------------- | -------------------------- |
| 20   |          | Philippe IV « Philippe le Bel », « Le Roi de Fer »      | Capétiens Capétiens directs | 5 octobre 1285   | 29 novembre 1314 | 29 ans, 1 mois et 24 jours |
| 21   |          | Henri Ier                                               | Capétiens Capétiens directs | 10 juillet 1031  | 4 août 1060      | 29 ans et 25 jours         |
| 22   |          | Louis VI « Louis le Gros », « Louis le Batailleur »     | Capétiens Capétiens directs | 30 juillet 1108  | 1er août 1137    | 29 ans et 2 jours          |
| 23   |          | Louis Ier « Louis le Pieux », « Louis le Débonnaire »   | Carolingiens                | 28 janvier 814   | 20 juin 840      | 26 ans, 4 mois et 23 jours |
| 24   |          | Charles III « Charles le Simple »                       | Carolingiens                | 3 janvier 898    | 30 juin 922      | 24 ans, 5 mois et 27 jours |
| 25   |          | Thierry Ier                                             | Mérovingiens                | 27 novembre 511  | 534              | Environ 23 ans             |
| 26   |          | Chilpéric Ier                                           | Mérovingiens                | 29 novembre 561  | septembre 584    | Environ 22 ans et 10 mois  |
| 27   |          | Philippe VI « Philippe le Fortuné »                     | Capétiens Maison de Valois  | 1er février 1328 | 22 août 1350     | 22 ans, 6 mois et 21 jours |
| 28   |          | Louis XI « Louis le Prudent », « L'Universelle Aragne » | Capétiens Maison de Valois  | 22 juillet 1461  | 30 août 1483     | 22 ans, 1 mois et 8 jours  |
| 29   |          | Henri IV « Henri le Grand », « Le Vert galant »         | Capétiens Maison de Bourbon | 2 août 1589      | 14 mai 1610      | 20 ans, 9 mois et 12 jours |
| 30   |          | Childebert II                                           | Mérovingiens                | décembre 575     | mars 596         | Environ 20 ans et 3 mois   |

### De 15 à 20 ans
| Rang | Portrait | Nom                                   | Dynastie                    | Début de règne  | Fin de règne      | Durée                      |
| ---- | -------- | ------------------------------------- | --------------------------- | --------------- | ----------------- | -------------------------- |
| 31   |          | Clovis II « Clovis le Fainéant »      | Mérovingiens                | 19 janvier 639  | 31 octobre 657    | 18 ans, 9 mois et 12 jours |
| 32   |          | Louis XVI                             | Capétiens Maison de Bourbon | 10 mai 1774     | 21 septembre 1792 | 18 ans, 4 mois et 11 jours |
| 33   |          | Louis IV « Louis d'Outremer »         | Carolingiens                | 19 juin 936     | 10 septembre 954  | 18 ans, 2 mois et 22 jours |
| 34   |          | Napoléon III                          | Maison Bonaparte            | 2 décembre 1852 | 4 septembre 1870  | 17 ans, 9 mois et 2 jours  |
| 35   |          | Louis-Philippe Ier « Le Roi-Citoyen » | Capétiens Maison d'Orléans  | 9 août 1830     | 24 février 1848   | 17 ans, 6 mois et 15 jours |
| 36   |          | Sigebert III « Saint-Sigisbert »      | Mérovingiens                | 19 janvier 639  | 1er février 656   | 17 ans et 13 jours         |
| 37   |          | Thierry II                            | Mérovingiens                | mars 596        | 613               | Environ 17 ans             |
| 38   |          | Pépin « Pépin le Bref »               | Carolingiens                | novembre 751    | 24 septembre 768  | Environ 16 ans et 10 mois  |
| 39   |          | Louis XII « Le Père du Peuple »       | Capétiens Maison de Valois  | 7 avril 1498    | 1er janvier 1515  | 16 ans, 8 mois et 25 jours |
| 40   |          | Charles V « Charles le Sage »         | Capétiens Maison de Valois  | 8 avril 1364    | 16 septembre 1380 | 16 ans, 5 mois et 8 jours  |
| 41   |          | Thibert II                            | Mérovingiens                | mars 596        | mai 612           | Environ 16 ans et 2 mois   |
| 42   |          | Childebert IV                         | Mérovingiens                | 695             | 711               | Environ 16 ans             |
| 42   |          | Clotaire III                          | Mérovingiens                | 31 octobre 657  | 673               | Environ 16 ans             |
| 42   |          | Thierry III                           | Mérovingiens                | 675             | 691               | Environ 16 ans             |
| 42   |          | Thierry IV                            | Mérovingiens                | 13 février 721  | 737               | Environ 16 ans             |
| 46   |          | Henri III                             | Capétiens Maison de Valois  | 30 mai 1574     | 2 août 1589       | 15 ans, 2 mois et 3 jours  |
| 47   |          | Philippe III « Philippe le Hardi »    | Capétiens Capétiens directs | 25 août 1270    | 5 octobre 1285    | 15 ans, 1 mois et 10 jours |

### De 10 à 15 ans
| Rang | Portrait | Nom                                | Dynastie                   | Début de règne  | Fin de règne    | Durée                      |
| ---- | -------- | ---------------------------------- | -------------------------- | --------------- | --------------- | -------------------------- |
| 48   |          | Charles VIII « Charles l'Affable » | Capétiens Maison de Valois | 30 août 1483    | 7 avril 1498    | 14 ans, 7 mois et 8 jours  |
| 49   |          | Sigebert Ier                       | Mérovingiens               | 29 novembre 561 | décembre 575    | Environ 14 ans             |
| 49   |          | Thibert Ier                        | Mérovingiens               | 534             | 548             | Environ 14 ans             |
| 51   |          | Jean II « Jean le Bon »            | Capétiens Maison de Valois | 22 août 1350    | 8 avril 1364    | 13 ans, 7 mois et 17 jours |
| 52   |          | Charles IX                         | Capétiens Maison de Valois | 5 décembre 1560 | 30 mai 1574     | 13 ans, 5 mois et 25 jours |
| 53   |          | Childéric II                       | Mérovingiens               | 662             | 675             | Environ 13 ans             |
| 54   |          | Raoul                              | Bivinides                  | 15 juin 923     | 15 janvier 936  | 12 ans et 7 mois           |
| 55   |          | Clodomir                           | Mérovingiens               | 27 novembre 511 | 25 juin 524     | 12 ans, 6 mois et 29 jours |
| 56   |          | Henri II                           | Capétiens Maison de Valois | 31 mars 1547    | 10 juillet 1559 | 12 ans, 3 mois et 9 jours  |

### De 5 à 10 ans
| Rang | Portrait | Nom                                                          | Dynastie                    | Début de règne    | Fin de règne      | Durée                      |
| ---- | -------- | ------------------------------------------------------------ | --------------------------- | ----------------- | ----------------- | -------------------------- |
| 57   |          | Napoléon Ier « Napoléon le Grand » « L'Aigle » Premier règne | Maison Bonaparte            | 18 mai 1804       | 6 avril 1814      | 9 ans, 10 mois et 19 jours |
| 58   |          | Eudes                                                        | Robertiens                  | 29 février 888    | 3 janvier 898     | 9 ans, 10 mois et 5 jours  |
| 59   |          | Hugues « Hugues Capet »                                      | Capétiens Capétiens directs | 21 mai 987        | 24 octobre 996    | 9 ans, 5 mois et 3 jours   |
| 60   |          | Dagobert Ier                                                 | Mérovingiens                | 18 octobre 629    | 19 janvier 639    | 9 ans, 3 mois et 1 jour    |
| 61   |          | Louis XVIII « Louis le Désiré » Deuxième règne               | Capétiens Maison de Bourbon | 8 juillet 1815    | 16 septembre 1824 | 9 ans, 2 mois et 8 jours   |
| 62   |          | Childéric III                                                | Mérovingiens                | 743               | novembre 751      | Environ 8 ans              |
| 63   |          | Thibaut                                                      | Mérovingiens                | 548               | 555               | Environ 7 ans              |
| 64   |          | Charles IV « Charles le Bel »                                | Capétiens Capétiens directs | 3 janvier 1322    | 1er février 1328  | 6 ans et 29 jours          |
| 65   |          | Caribert Ier                                                 | Mérovingiens                | 561               | 5 mars 567        | Environ 6 ans              |
| 65   |          | Childebert III « Childebert l'Adopté »                       | Mérovingiens                | 656               | 662               | Environ 6 ans              |
| 65   |          | Chilpéric II                                                 | Mérovingiens                | 715               | 13 février 721    | Environ 6 ans              |
| 68   |          | Charles X                                                    | Capétiens Maison de Bourbon | 16 septembre 1824 | 2 août 1830       | 5 ans, 10 mois et 17 jours |
| 69   |          | Carloman II                                                  | Carolingiens                | 11 avril 879      | 6 décembre 884    | 5 ans, 7 mois et 25 jours  |
| 70   |          | Philippe V « Philippe le Long »                              | Capétiens Capétiens directs | 19 novembre 1316  | 3 janvier 1322    | 5 ans, 1 mois et 15 jours  |

### De 1 à 5 ans
| Rang | Portrait | Nom                             | Dynastie                    | Début de règne   | Fin de règne    | Durée                     |
| ---- | -------- | ------------------------------- | --------------------------- | ---------------- | --------------- | ------------------------- |
| 71   |          | Clovis IV                       | Mérovingiens                | 691              | 695             | Environ 4 ans             |
| 71   |          | Dagobert III                    | Mérovingiens                | 711              | 715             | Environ 4 ans             |
| 73   |          | Louis III                       | Carolingiens                | 11 avril 879     | 5 août 882      | 3 ans, 3 mois et 25 jours |
| 74   |          | Louis VIII « Louis le Lion »    | Capétiens Capétiens directs | 14 juillet 1223  | 8 novembre 1226 | 3 ans, 3 mois et 25 jours |
| 75   |          | Carloman Ier                    | Carolingiens                | 9 octobre 768    | 4 décembre 771  | 3 ans, 1 mois et 25 jours |
| 76   |          | Dagobert II « Saint-Dagobert »  | Mérovingiens                | 676              | 23 décembre 679 | Environ 3 ans             |
| 77   |          | Caribert II                     | Mérovingiens                | 18 octobre 629   | 8 avril 632     | 2 ans, 5 mois et 21 jours |
| 78   |          | Charles III « Charles le Gros » | Carolingiens                | juin 885         | novembre 887    | Environ 2 ans et 5 mois   |
| 79   |          | Clotaire IV                     | Mérovingiens                | 717              | 719             | Environ 2 ans             |
| 80   |          | Louis X « Louis le Hutin »      | Capétiens Capétiens directs | 29 novembre 1314 | 5 juin 1316     | 1 an, 6 mois et 7 jours   |
| 81   |          | Louis II « Louis le Bègue »     | Carolingiens                | 6 octobre 877    | 11 avril 879    | 1 an, 6 mois et 5 jours   |
| 82   |          | François II                     | Capétiens Maison de Valois  | 10 juillet 1559  | 5 décembre 1560 | 1 an, 4 mois et 25 jours  |
| 83   |          | Louis V « Louis le Fainéant »   | Carolingiens                | 2 mars 986       | 21 mai 987      | 1 an, 2 mois et 19 jours  |

### Moins de 1 an
| Rang | Portrait | Nom                                                           | Dynastie                    | Début de règne   | Fin de règne     | Durée               |
| ---- | -------- | ------------------------------------------------------------- | --------------------------- | ---------------- | ---------------- | ------------------- |
| 84   |          | Clovis III                                                    | Mérovingiens                | 675              | 676              | Moins de 1 an       |
| 84   |          | Sigebert II                                                   | Mérovingiens                | 613              | 613              | Moins de 1 an       |
| 86   |          | Robert Ier                                                    | Robertiens                  | 29 juin 922      | 15 juin 923      | 11 mois et 17 jours |
| 87   |          | Louis XVIII « Louis le Désiré » Premier règne                 | Capétiens Maison de Bourbon | 6 avril 1814     | 20 mars 1815     | 11 mois et 14 jours |
| 88   |          | Napoléon Ier « Napoléon le Grand » « L'Aigle » Deuxième règne | Maison Bonaparte            | 20 mars 1815     | 22 juin 1815     | 3 mois et 2 jours   |
| 89   |          | Napoléon II « L'Aiglon »                                      | Maison Bonaparte            | 22 juin 1815     | 7 juillet 1815   | 15 jours            |
| 90   |          | Jean Ier « Jean le Posthume »                                 | Capétiens Capétiens directs | 14 novembre 1316 | 19 novembre 1316 | 5 jours             |